# 米蘭·安塔爾
| 1807 Slovakia    | 1971年8月20日  | 列表 |
| 3393 Štúr        | 1984年11月28日 | 列表 |
| 3730 Hurban      | 1983年12月4日  | 列表 |
| 4573 Piešťany    | 1986年10月5日  | 列表 |
| 5025 Mecisteus   | 1986年10月5日  | 列表 |
| 6545 Leitus      | 1986年10月5日  | 列表 |
| 7641 Cteatus     | 1986年10月5日  | 列表 |
| 9543 Nitra       | 1983年12月4日  | 列表 |
| 10293 Pribina    | 1986年10月5日  | 列表 |
| 11014 Svätopluk  | 1982年8月23日  | 列表 |
| 13916 Bernolák   | 1982年8月23日  | 列表 |
| 16435 Fándly     | 1988年11月7日  | 列表 |
| 19955 Hollý      | 1984年11月28日 | 列表 |
| 20991 Jánkollár  | 1984年11月28日 | 列表 |
| 23444 Kukučín    | 1986年10月5日  | 列表 |
| (32773) 1986 TD  | 1986年10月5日  | 列表 |
| (48413) 1986 TB7 | 1986年10月9日  | 列表 |

米蘭·安塔爾（1935年—1999年）是一名斯洛伐克天文學家。
安塔爾於1971年至1988年在岩湖天文台和托倫天文中心工作期間發現了17顆小行星，包括小行星1807、小行星5025、小行星6545和小行星7641。他是一位傑出的彗星和小行星觀測者，已經為數以千計的太陽系小天體從照相底片中確定了精確的天體測量位置。
德國天文學家佛蒙特·伯根和盧茨·D·施馬德爾於1990年發現的小行星6717以他的名字命名。